# Legión Blanca

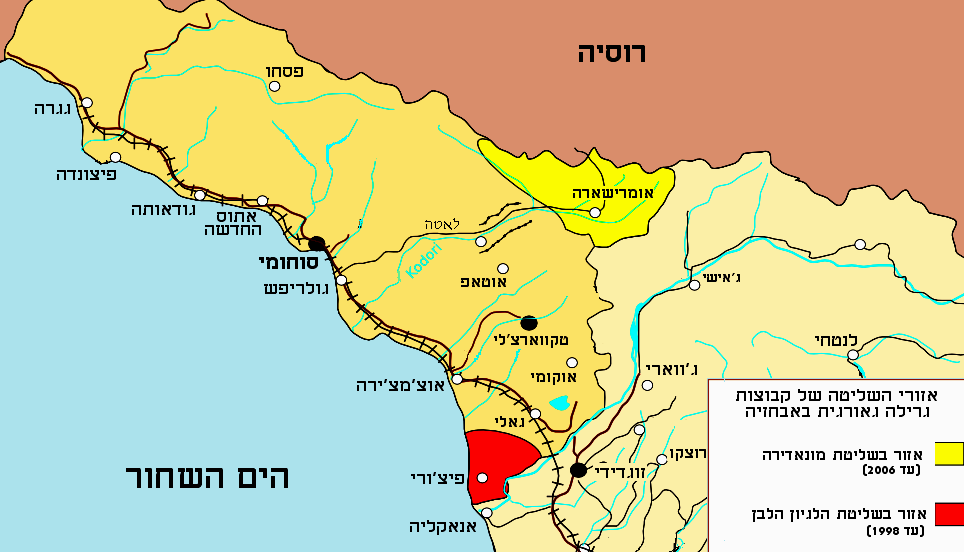
Valle de Kodori (კოდორის ქედი k'odoris kedi en georgiano), conocido también como cañón de Kodor, ubicado en Georgia (de iure) y Abjasia (de facto) y considerado como la frontera natural entre Abjasia y Georgia

La Legión Blanca (en georgiano: თეთრი ლეგიონი, tetri legioni) fue un grupo guerrillero formado por georgianos étnicos que permanecieron en Abjasia después de la derrota georgiana en la guerra de Abjasia de 1992-1993.
Según Zoza Samushia, el grupo se fundó en 1997. Actuaron principalmente en la zona de Gali, y sus actividades giraban entre el bandidaje o la actividad partisana, llegando a ser acusados de contrabando por las propias autoridades georgianas. Declaraban como objetivo a las tropas de paz rusas en la zona.
Este grupo, junto a otro grupo guerrillero denominado Hermanos de los Bosques, continuaron una guerra de baja intensidad en el interior de Abjasia a lo largo de la línea de cese el fuego a finales de la década de 1990 y principios de la del 2000.
Se acusó al gobierno georgiano de estar organizando, entrenando y financiando estos grupos guerrilleros, el cual lo negó. Ninguna investigación se llevó a cabo para esclarecer esa relación, aunque hubo testimonios que afirmaron que estos grupos guerrilleros circulaban libremente por la zona de la ciudad de Zugdidi, con el conocimiento de las autoridades locales, y su líder entrevistado libremente por la BBC en Tiflis.
La Legión Blanca fue liderada por Zurab Samushia (o Zoza Samuchia), y uno de sus destacados comandantes fue Ramin Gogojia. Se atribuyó a esta organización la "ejecución" de 47 miembros de las tropas de pacificación de las CEI.

## Desarme y disolución
Los ataques guerrilleros cesaron en el 2004, conociéndose su última acción en febrero de ese año. El gobierno georgiano los desarmó y disolvió.

## Amenazas posteriores de reactivación
En el 2005 el líder del grupo, Zurab Samushia afirmó que reiniciaría la actividad para proteger a los georgianos del sur de Abjasia y expulsar a las tropas de paz. El gobierno rápidamente negó apoyar esa iniciativa ni estar detrás de ella. El 13 de marzo de 2008 Zurab Samushia afirmó que sus hombres podrían volver a las armas si Rusia estrechaba lazos con Abjasia.

## Actividades
Ponían bombas, lanzaban cohetes y disparaban con francotiradores a los puestos de la policía abjasa y emboscaban a las tropas de la CEI. Destruían infraestructura mediante bombas, incluyendo gasolineras, trenes de pasajeros, aeródromos, etc. Usaron profusamente minas antipersonas y antivehículos, así como practicaron el secuestro de los miembros de la policía abjasa, para intercambiarlos por guerrilleros capturados.